# Ga Tân Liên
Ga Tân Liên là một nhà ga xe lửa tại xã Tân Liên, huyện Cao Lộc, tỉnh Lạng Sơn. Nhà ga là một điểm của đường sắt Yên Trạch - Na Dương và nối với ga Yên Trạch với ga Na Dương.